# Arne Svendsen
Arne Svendsen (13 luglio 1909 – 28 aprile 1983) è stato un calciatore norvegese, di ruolo attaccante.

## Carriera

### Club
Svendsen giocò con la maglia del Drammens.

### Nazionale
Conta una presenza per la Norvegia. Il 28 maggio 1933, infatti, fu schierato in campo nella sfida persa per 1-2 contro una selezione amatoriale gallese.